# Plesná (okres Cheb)
Plesná (německy Fleißen) je město v okrese Cheb v Karlovarském kraji. Žije zde přibližně 1 900 obyvatel.

## Historie
První písemná zmínka o městě pochází z roku 1185, kdy je ves zmiňována jako vlastnictví Waldsasského kláštera. V roce 1429 byla ves vypálena husitskými vojsky včetně dřevěného kostela svatého Jiří, který je zde připomínán již k roku 1400 (snad jako filiální). Po reformaci byla obec evangelického vyznání a po bitvě na Bílé hoře, resp. po Vestfálském míru, bylo vsi Plesná jako jediné v Českém království (s výjimkou Ašska) dovoleno zůstat evangelická. Obyvatelé však nesměli mít vlastní kostel ani faráře. V roce 1550 jim bylo dovoleno mít evangelickou školu. Museli tedy navštěvovat bohoslužby v nedalekém saském Bad Brambachu, a to až do roku 1834, kdy v Plesné vznikl samostatný sbor (již v roce 1782 bylo Plesné dovoleno mít vlastního faráře). Katolické obyvatelstvo Plesné mělo snad k dispozici dřevěnou kapli, či menší barokní kostelík, který stál na místě dnešního empírového kostela Neposkvrněného početí Panny Marie. Evangelíci měli nejprve provizorní dřevěnou modlitebnu, později s dřevěnou věží. Roku 1846 bylo rozhodnuto o stavbě zděného kostela. Stavba probíhala v letech 1847–1849 a byla jako první financována evangelickým spolkem Gustav Adolf. Nový katolický kostel v empírovém slohu byl konsekrován ve stejný rok, jako kostel evangelický. Je však menší a mnohem více strohý, než evangelický kostel, který je postaven v tehdy novém, módním neorenesančním slohu na návrší nad náměstím. Katolická obec v Plesné se osamostatnila až roku 1898, kdy zde byla vytvořena vlastní farnost odtržením od farnosti v Křižovatce. V budově fary z roku 1835 byla původně škola a později fara. Tato katolická škola vedla kroniku od roku 1787.
V druhé polovině 19. století bylo postaveno v Plesné mnoho továren specializujících se především na textilní průmysl. Nedílnou součástí však stále byla výroba hudebních nástrojů. Plesná byla až v roce 1900 povýšena z vesnice na městys.

## Přírodní poměry
Vlastní město Plesná se nachází ve Smrčinách při hranici s Chebskou pánví, východní část území však již v Chebské pánvi. Městem protéká říčka Plesná, při západním okraji města pramení Lužní potok.
V okolí Plesné vyvěrá skupina minerálních pramenů. Ještě v roce 1956 zde hydrogeologové evidovali třináct vývěrů o dvacet let později pouhých pět. Zánik způsobili především meliorační práce. Vydatný pramen s místním pojmenováním Plesenská kyselka vyvěrá severovýchodně od Plesné při pravém břehu potoka Rokytník. Dne 13. června 2016 byl výzkumnou skupinou Přírodovědecké fakulty Univerzity Karlovy v Praze nalezen jižně od Plesné a ve dnech 1.–5. června 2017 upraven radioaktivní pramen Radonka – pramen Břetislav, pojmenovaný po významném hydrogeologovi RNDr. Břetislavovi Vylitovi. Jedná se o nejradioaktivnější povrchový vývěr v Česku. Vývěr vykazuje radioaktivitu 13 000 Bq na litr. Z hlubině zachycených zdrojů ho předstihuje pouze jáchymovský pramen Agricola 
s radioaktivitou 20 kBq na litr.

## Obyvatelstvo
Při sčítání lidu v roce 1930 zde žilo 2878 obyvatel, z nichž bylo 54 Čechoslováků, 2690 Němců, jeden jiné národnosti a 133 cizinců. K římskokatolické církvi se hlásilo 1516 obyvatel, k evangelické církvi 1265 obyvatel, jeden k československé církvi, jeden izraelské církvi, dva k jiné církvi a 93 bylo bez vyznání.
| Rok            | 1869  | 1880  | 1890  | 1900  | 1910  | 1921  | 1930  | 1950  | 1961  | 1970  | 1980  | 1991  | 2001  | 2011  | 2021  |
| -------------- | ----- | ----- | ----- | ----- | ----- | ----- | ----- | ----- | ----- | ----- | ----- | ----- | ----- | ----- | ----- |
| Počet obyvatel | 1 582 | 1 658 | 1 761 | 2 185 | 2 477 | 2 382 | 2 878 | 1 095 | 1 126 | 1 334 | 1 346 | 1 201 | 1 490 | 1 494 | 1 755 |
| Počet domů     | 201   | 222   | 236   | 272   | 333   | 384   | 538   | 563   | 362   | 373   | 364   | 386   | 396   | 439   | 452   |

| Rok            | 1869  | 1880  | 1890  | 1900  | 1910  | 1921  | 1930  | 1950  | 1961  | 1970  | 1980  | 1991  | 2001  | 2011  | 2021  |
| -------------- | ----- | ----- | ----- | ----- | ----- | ----- | ----- | ----- | ----- | ----- | ----- | ----- | ----- | ----- | ----- |
| Počet obyvatel | 2 907 | 3 040 | 3 239 | 3 861 | 4 725 | 4 416 | 5 425 | 2 126 | 1 996 | 2 014 | 1 883 | 1 692 | 1 982 | 2 021 | 1 858 |
| Počet domů     | 341   | 367   | 390   | 429   | 503   | 558   | 742   | 749   | 445   | 420   | 412   | 432   | 448   | 490   | 507   |

## Městská správa

### Místní části
- Lomnička (k. ú. Lomnička u Plesné)
- Plesná (k. ú. Plesná a Šneky)
- Smrčina (k. ú. Smrčina)
- Vackov (k. ú. Vackov)

### Městské symboly
Znak města je historický, vlajka byla městu udělena rozhodnutím předsedy Poslanecké sněmovny Parlamentu České republiky dne 31. května 2005.

## Pamětihodnosti
- Asi dva kilometry jižně od města se nacházejí nevelké pozůstatky zaniklého hradu Neuhaus. Bývá ztotožňován se sídlem ministeriálů v Plesné zmiňovaném již v roce 1197, ale podle rozboru historických pramenů se jedná o jiné, dosud nedatované sídlo neznámého stavebníka.[4][15]
- Krucifix
- Kostel Neposkvrněného početí Panny Marie: je římskokatolický kostel postavený roku 1849 výraznou přestavbou staršího, barokního kostela z 18. století. Kostel je postaven v empírovém slohu. V interiéru je pozdně barokní oltář a dva boční oltáře z 19. století. V Plesné je dřevěný katolický kostel zmiňován již k roku 1400 se zasvěcením svatému Jiří. V současné době se zde pravidelně konají každou neděli mše svaté.
- Evangelický kostel: je postavený ve stejném roce jako katolický, tj. v roce 1849. Byl prvním kostelem, který financoval evangelický spolek Gustav Adolf. Byl zde také od roku 1834 první samostatný evangelický sbor na Chebsku. Jedná se o typický luteránský kostel s dvoupatrovými galeriemi do tvaru písmene U. Interiér se dochoval v původní podobě včetně varhan a pseudorenesančního oltáře s obrazy Krista na Hoře olivetské a Poslední večeře. Kostel je ve špatném stavu zapříčiněném dlouhodobým neužíváním.

## Osobnosti
Narodili se zde:
- Laurenz Hafenrichter (1822–1898), katolický kněz, středoškolský profesor a poslanec, činný převážně v Praze[16]
- Johann Krumbholz (1828–1883), sudetoněmecký podnikatel a politik[17]

## Galerie

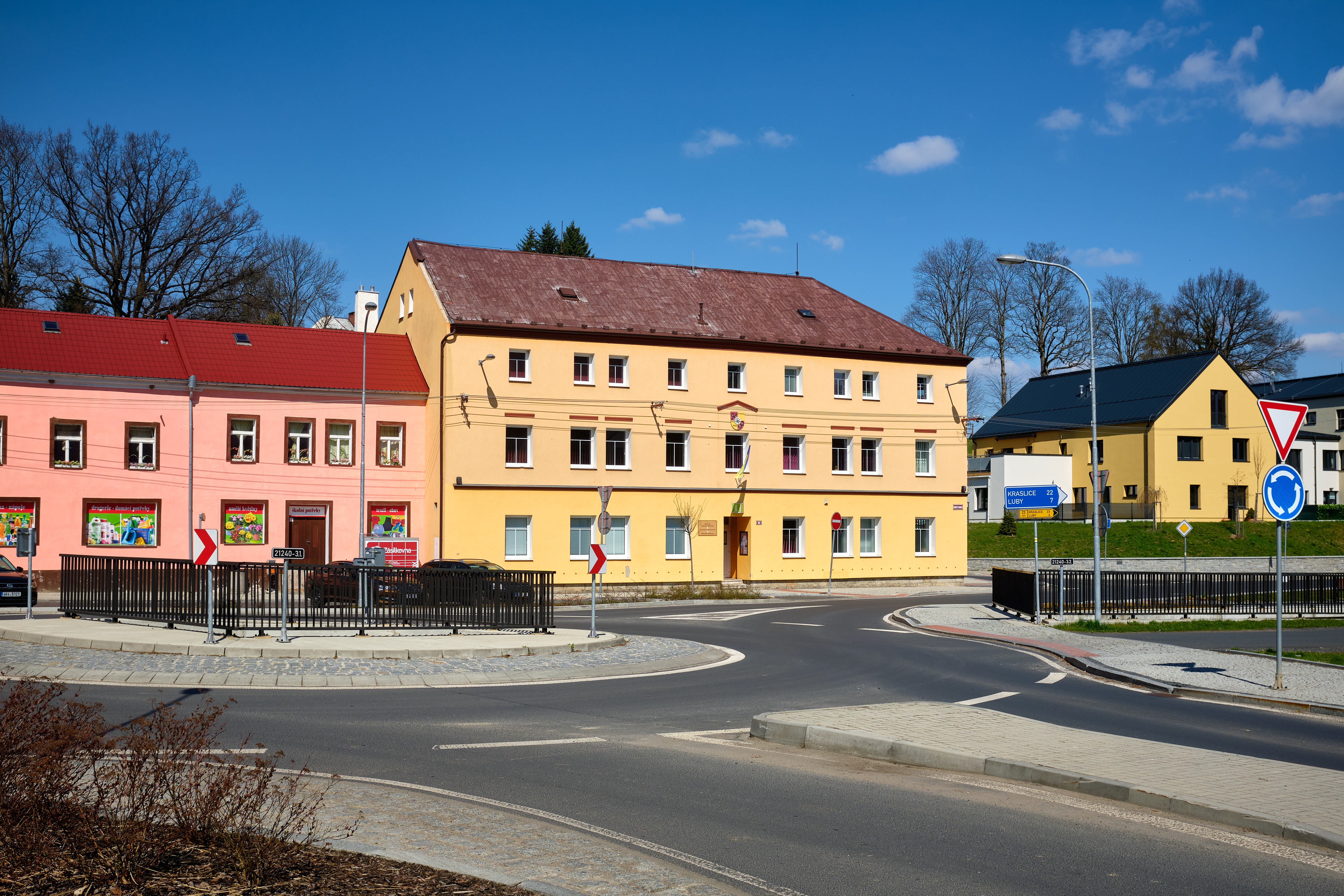
Náměstí Svobody s kulturním a informačním centrem
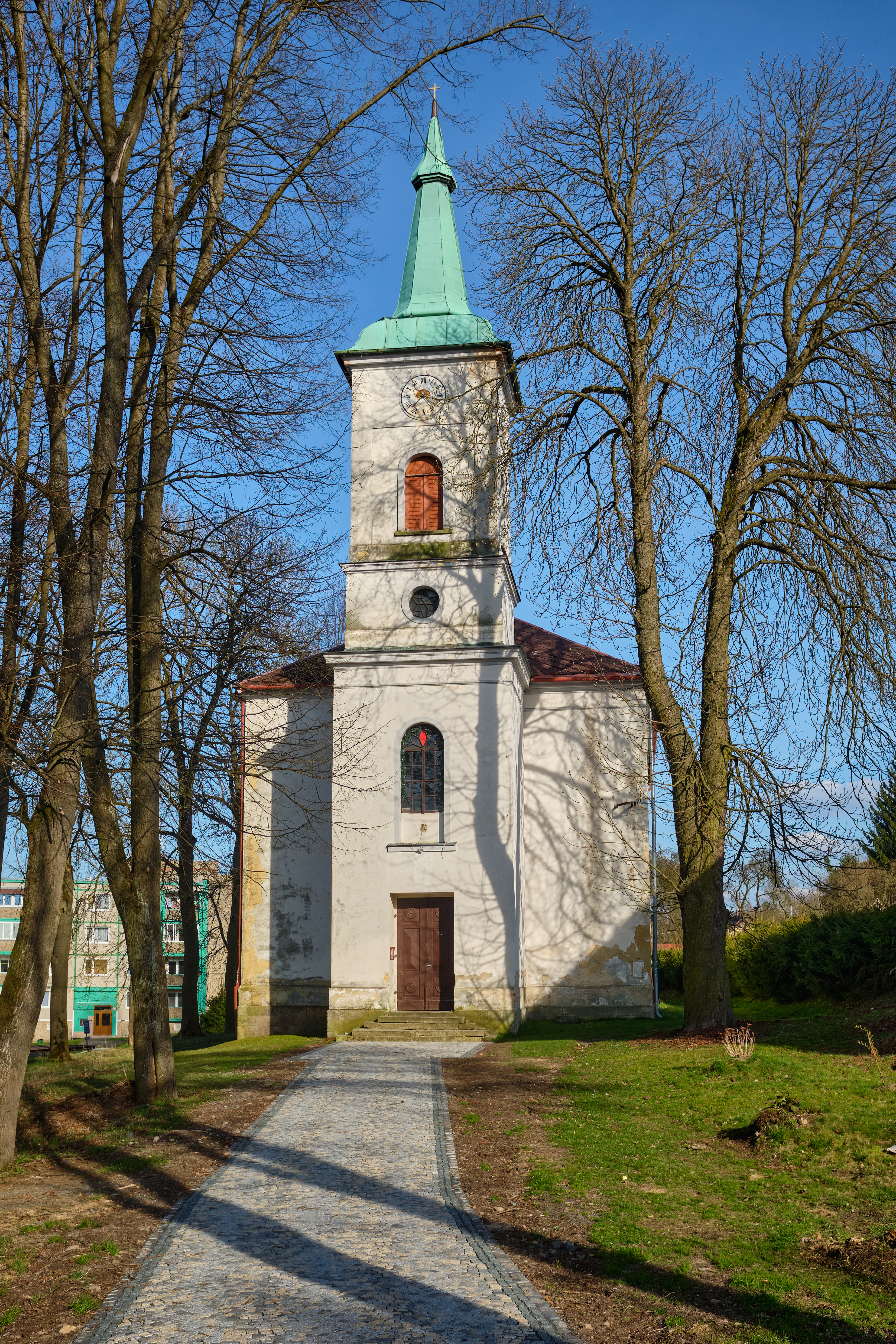
Kostel Neposkvrněného početí Panny Marie
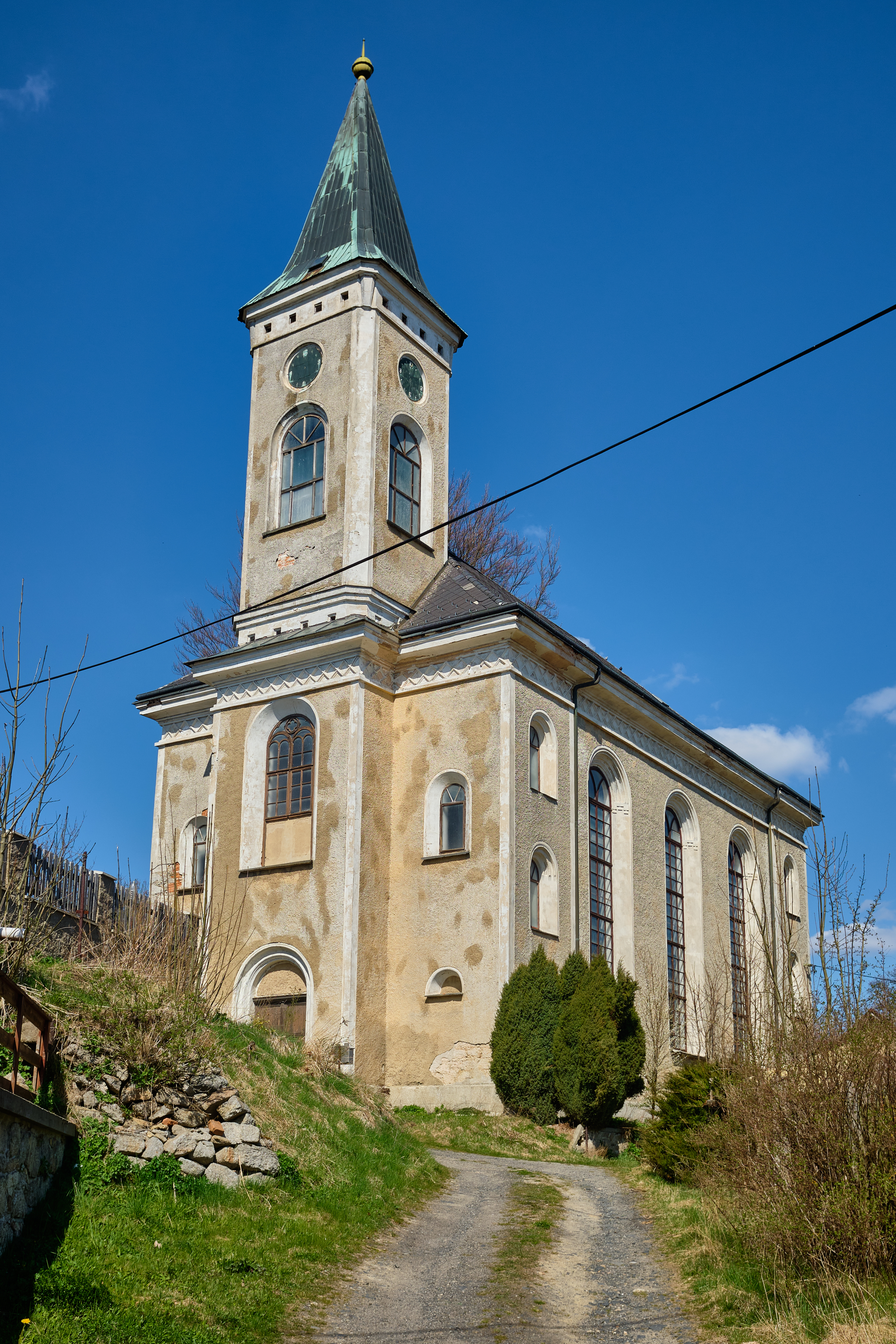
Evangelický kostel
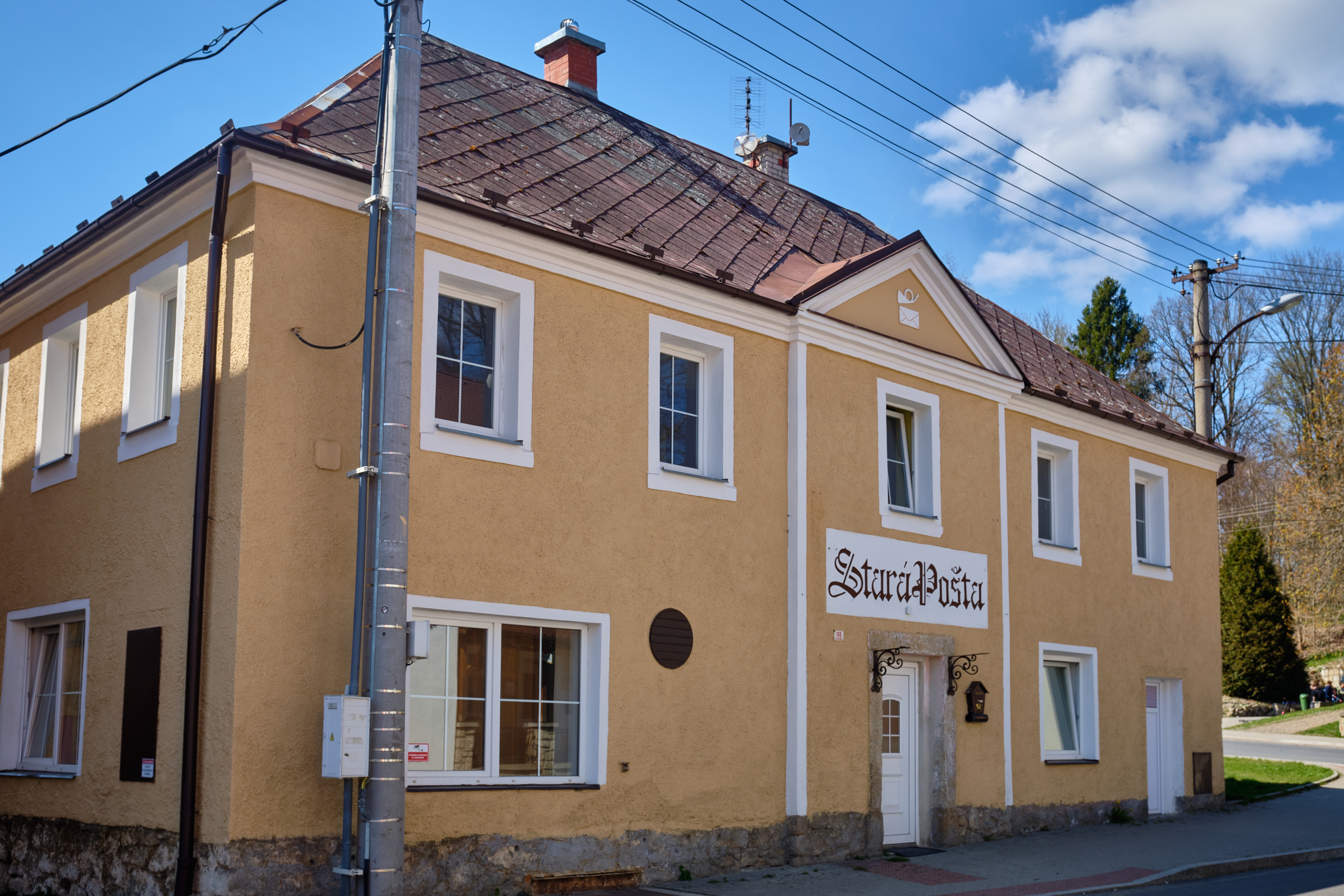
Stará pošta
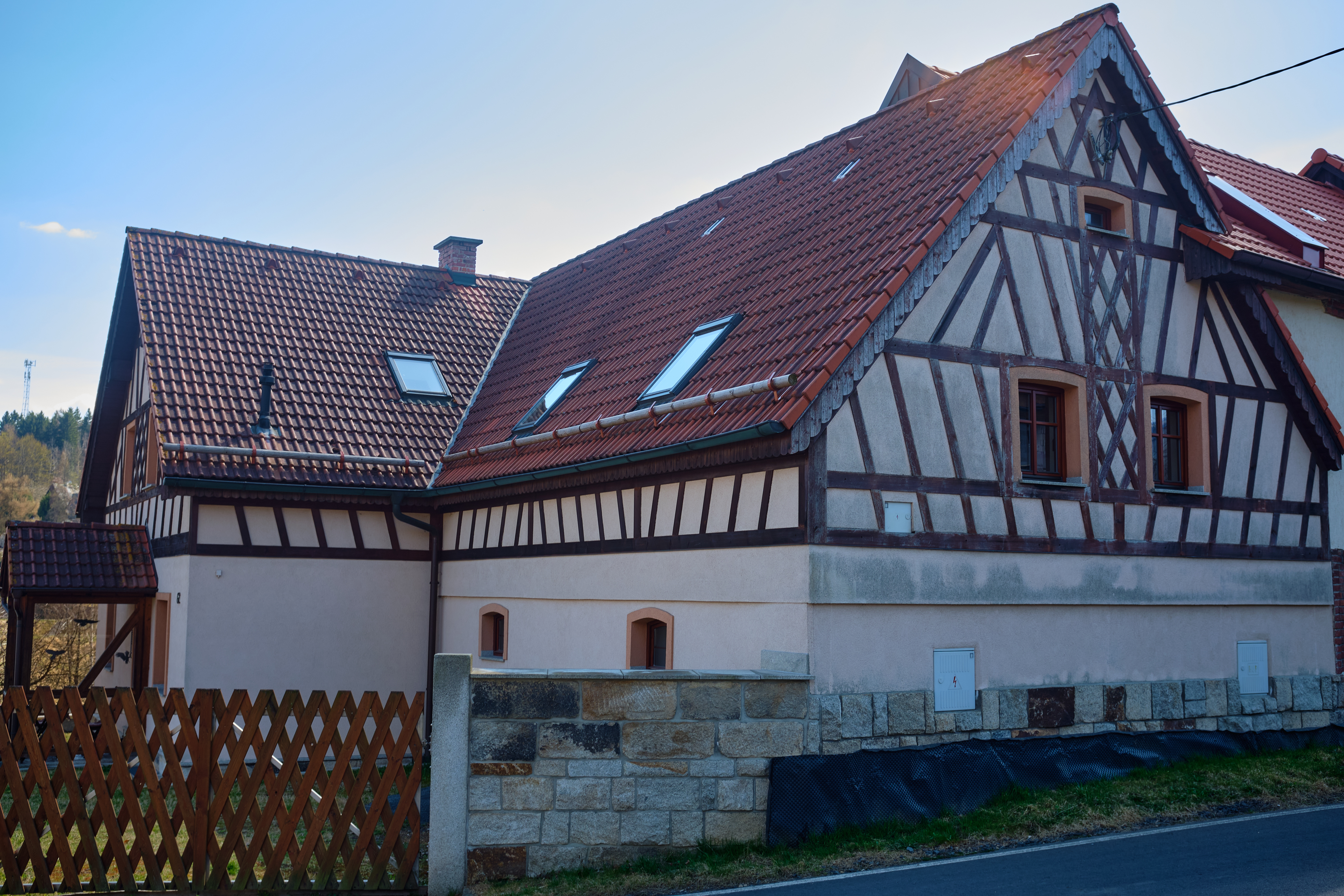
Dům s hrázděným štítem v Celní ulici
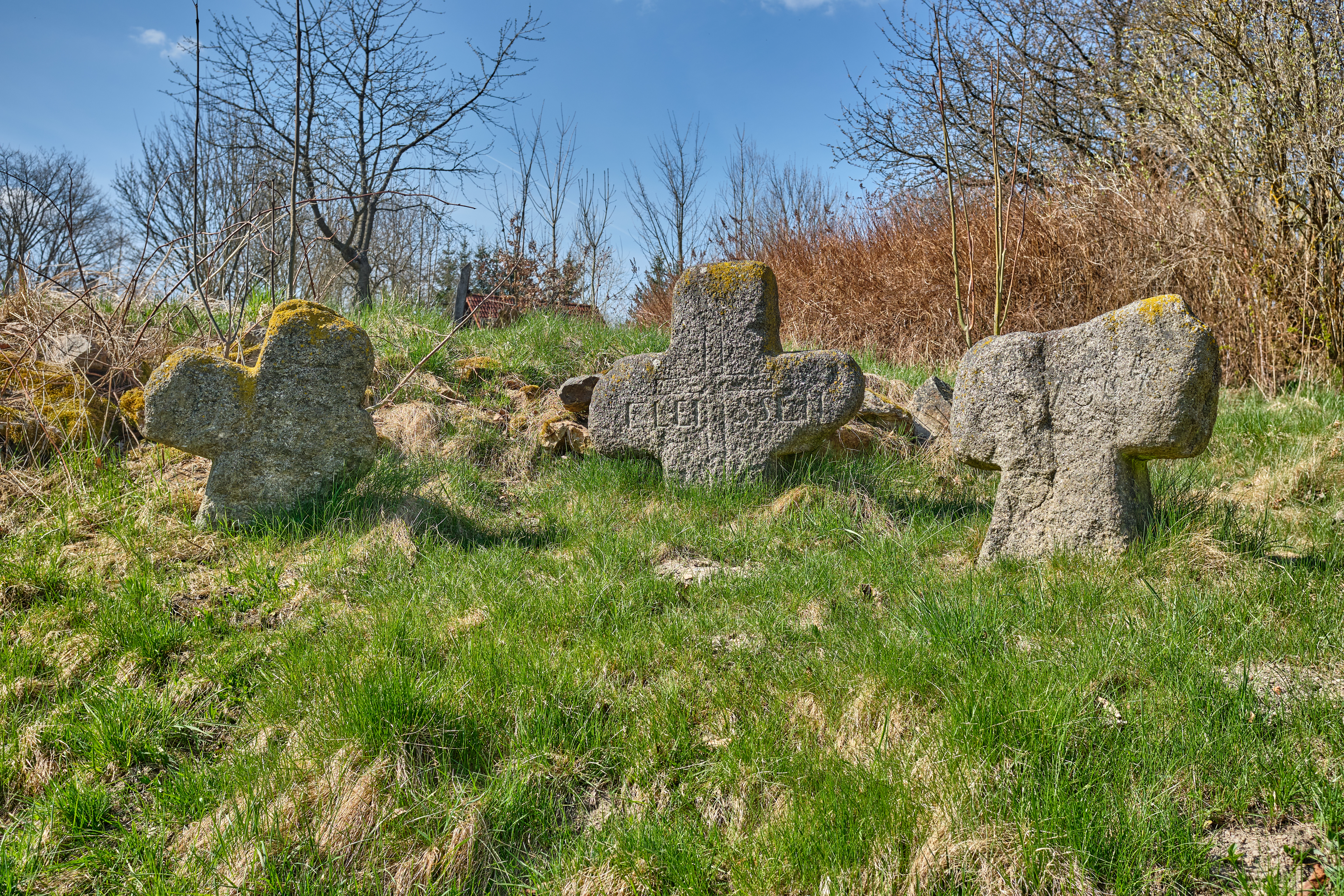
Soubor smírčích křížů
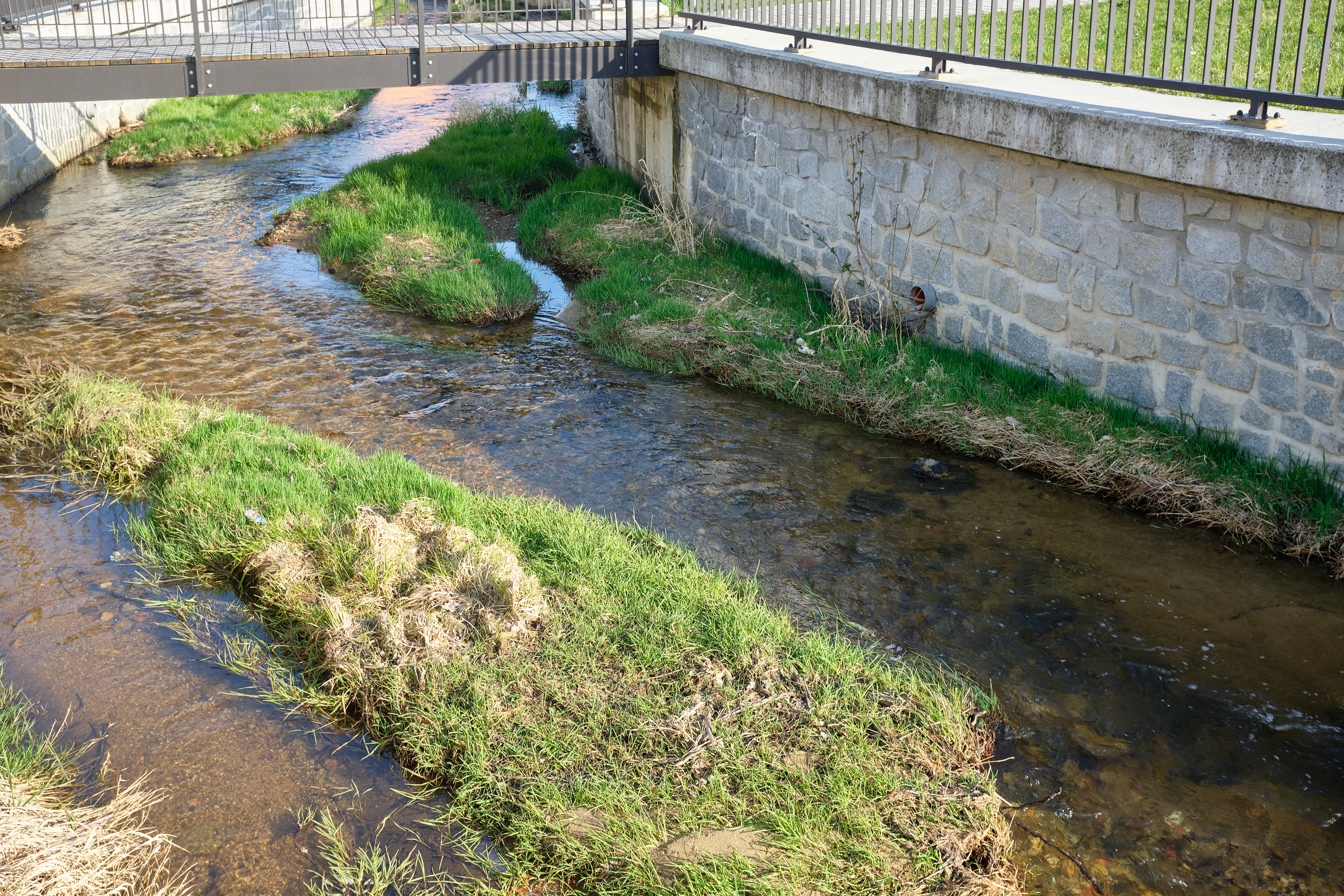
Řeka Plesná v Plesné